# Georg Daniel Gerlach
Georg Daniel Gerlach (31 de agosto de 1797-8 de marzo de 1865) fue un oficial danés. Era el hijo del Capitán Molter Christoph Gerlach del Cuerpo de Cazadores de Schleswig y de Anna Sabine Magdalena, de soltera Boehn. En 1827 se casó con Caroline Marie Kromayer (1800-1846), con quien tuvo ocho hijos, uno de los cuales murió en la infancia.

## Carrera militar
Fue reclutado por el ejército en diciembre de 1808 y nombrado teniente segundo de la infantería de Holstein en 1813. En 1822 se convirtió en teniente primero y en 1830 en jefe de Estado Mayor. En 1842 fue nombrado mayor y en 1848 teniente coronel. Participó en la Primera Guerra de Schleswig, donde sobresalió en las batallas de Fredericia e Isted.
En 1850 fue nombrado coronel y comandante de la 6.ª Brigada de Infantería. En 1851, fue Comandante en el Anglia. En 1854 pasó a ser comandante de la 1.ª Brigada de Infantería en Copenhague. En 1858 Gerlach se convirtió en miembro del comité asesor del Ministerio de Defensa y en 1859 fue nombrado inspector general de la Infantería.
Cuando estalló la Segunda Guerra de Schleswig en 1864, se le dio el mando de la 1.ª División, que hizo retroceder a los prusianos en Mysunde el 2 de febrero. Apoyó la decisión de Christian de Meza de evacuar la posición de Danevirke. Cuando de Meza fue destituido como comandante en jefe del ejército debido a esta decisión, se le ordenó a Gerlach, contra su voluntad, de tomar el mando.
No compartió la posición del ministerio de guerra en cómo conducir la guerra y tuvo varios enfrentamientos. Se opuso a defender la posición de Dybbøl, pero fue ordenado por el ministerio de mantenerla. Después de perder la posición de Dybbøl, Gerlach se preparó para conducir la defensa más allá de Fredericia, pero fue expulsado por el ministro de Guerra Carl Lundbye y se le ordenó evacuar Fredericia. Gerlach intentó cambiar la decisión, pero fue privado del mando, que en su lugar pasó al General Peter Frederik Steinmann.
Entonces, a petición propia, recibió el mando de la 1.ª División, que retuvo por el resto de la guerra. En diciembre de 1864 se jubiló, y al año siguiente murió en Copenhague.
Gerlach se convirtió en Caballero de la Orden de Dannebrog en 1836, Comandante en 1853 y recibió la Gran Cruz en 1864. El 6 de octubre de 1850 se le concedió la Orden de Santa Ana, 2.ª Clase.
Fue enterrado en el Cementerio de la Guarnición en Copenhague.
En el libro de Tom Buk-Swienty Slagtbænk Dybbøl, se evalúa a Gerlach como "no un líder fuerte".
En conexión con los servicios del memorial del 18 de abril de 2014, descendientes de Gerlach dieron a un periodista documentos que, entre otras cosas, mostraban que Gerlach era un crítico de la política del gobierno más fuerte de lo que la gente suponía; pero por razones de principios eligió cumplir con las órdenes del gobierno de mantener la posición de Dybbøl, aunque lo encontraba erróneo en base a una evaluación militar.